# Сестринські хроматидні обміни

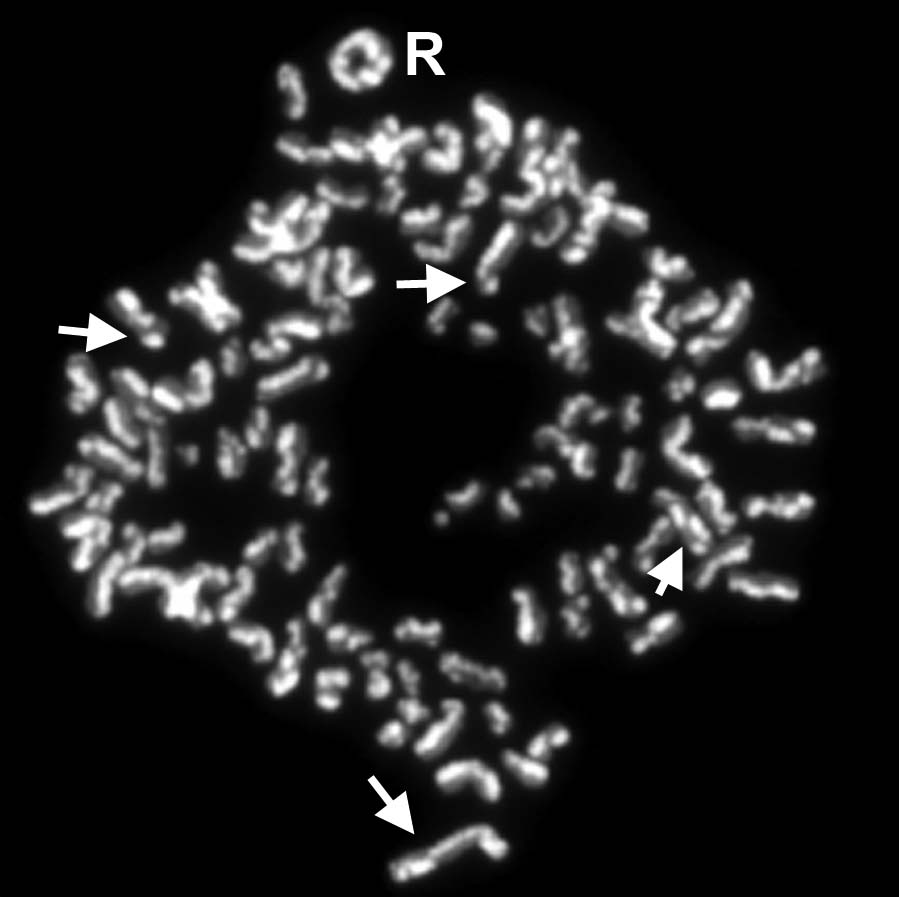
Metaphase spread of a cell line showing a ring chromosome (R) and several sister chromatid exchanges (SCEs), some of which are indicated by arrows.

Сестри́нські хромати́дні о́бміни (СХО) — (англ. sister chromatid exchanges, SCE) — процес обміну ділянками між сестринськими хроматидами протягом мейозу або мітозу. СХО можуть бути виявлені включенням аналогів основ, що маркірують при спеціальному фарбуванні один з ланцюгів дволанцюгової молекули ДНК — наприклад, включенням 5-бромдезоксиурідіна. У нормі СХО відбуваються достатньо часто (3-8 в різних випадках з розрахунку на 1 клітину у людини), проте їх частота може істотно збільшуватися при дії деяких мутагенів, тобто визначення частоти СХО є ефективним тестом на мутагенність. Збільшення кількості СХО супроводжує деякі НЗЛ — наприклад, синдром Блума.